# Ismo Toukonen
Ismo Toukonen (né le 25 avril 1954 à Hollola) est un athlète finlandais, spécialiste des courses de demi-fond. 

## Biographie
Il remporte la médaille d'argent du 3 000 m steeple lors des championnats d'Europe 1978 à Prague, en établissant la meilleure performance de sa carrière en 8 min 18 s 29.

### Palmarès
| Date | Compétition           | Lieu     | Résultat | Épreuve         | Performance   |
| ---- | --------------------- | -------- | -------- | --------------- | ------------- |
| 1976 | Jeux olympiques       | Montréal | 12e      | 3 000 m steeple | 8 min 42 s 74 |
| 1978 | Championnats d'Europe | Prague   | 2e       | 3 000 m steeple | 8 min 18 s 29 |

### Records
| Épreuve         | Performance   | Lieu   | Date             |
| --------------- | ------------- | ------ | ---------------- |
| 3 000 m steeple | 8 min 18 s 29 | Prague | 3 septembre 1978 |